# Hal Pereira
Hal Pereira (* 29. April 1905 in Chicago, Illinois; † 17. Dezember 1983 in Los Angeles, Kalifornien) war ein US-amerikanischer Filmausstatter (Bauten und Bühnenbild) portugiesischer Abstammung.

## Leben
Pereira studierte an der Universität von Illinois. Sein Bruder ist der Architekt William Pereira, welcher gelegentlich als künstlerischer Leiter arbeitete.
Von den 1940er bis in die 1960er Jahre wirkte Pereira in mehr als 200 Filmen als künstlerischer Leiter mit. Er wurde für 23 Oscars nominiert und gewann ihn schließlich für seine Arbeit am Film Die tätowierte Rose (The rose tattoo) 1955, nach dem Bühnenstück von Tennessee Williams mit Anna Magnani und Burt Lancaster. In Western wie Rio Bravo und El Dorado oder dem Abenteuerfilm Hatari! ist seine Arbeit ebenso zu sehen. Zu seinem Team gehörten Joseph McMillan Johnson, Sam Comer, Arthur Krams und andere. Henry Bumstead arbeitete ebenfalls mit ihm zusammen.

## Filmografie
- 1944: Frau ohne Gewissen
- 1944: Ministerium der Angst
- 1945: A Medal for Benny
- 1951: Der jüngste Tag
- 1951: Der Revolvermann
- 1951: Polizeirevier 21
- 1951: U-Kreuzer Tigerhai
- 1951: Reporter des Satans
- 1951: Peking-Expreß
- 1951: Spione, Liebe und die Feuerwehr
- 1951: Der Prügelknabe
- 1951: Die silberne Stadt
- 1952: My Son John
- 1952: Der weiße Sohn der Sioux
- 1952: Die größte Schau der Welt
- 1952: Nur für Dich
- 1952: Carrie
- 1952: Kehr zurück, kleine Sheba
- 1952: Schrecken der Division
- 1952: Terror am Rio Grande
- 1952: Die Geliebte des Korsaren
- 1953: Ein Lied, ein Kuß, ein Mädel
- 1953: Donner in Fern-Ost
- 1953: Der tollkühne Jockey
- 1953: Die Bestie der Wildnis
- 1953: Ein Herz und eine Krone
- 1953: Kampf der Welten
- 1953: Mein großer Freund Shane
- 1953: Stalag 17
- 1953: Starr vor Angst
- 1953: Der Tolpatsch
- 1954: Das Fenster zum Hof
- 1954: Der sympathische Hochstapler
- 1954: Die Brücken von Toko-Ri
- 1954: Die Lachbombe
- 1954: Ein Mädchen vom Lande
- 1954: Elefantenpfad
- 1954: Sabrina
- 1954: Weiße Weihnachten
- 1954: Wenn die Marabunta droht
- 1955: An einem Tag wie jeder andere
- 1955: Auch Helden können weinen
- 1955: Der Agentenschreck
- 1955: Der Hofnarr
- 1955: Die tätowierte Rose
- 1955: Immer Ärger mit Harry
- 1955: In geheimer Kommandosache
- 1955: Man ist niemals zu jung
- 1955: Über den Dächern von Nizza
- 1955: Wir sind keine Engel
- 1956: Der Berg der Versuchung
- 1956: Der Mann, der zuviel wußte
- 1956: Der Regenmacher
- 1956: Die zehn Gebote
- 1957: Der Regimentstrottel
- 1957: Ein süßer Fratz
- 1957: Gold aus heißer Kehle
- 1957: Schicksalsmelodie
- 1957: Stern des Gesetzes
- 1957: Sturm über Persien
- 1957: Wild ist der Wind
- 1957: Zwei rechnen ab
- 1958: Der letzte Zug von Gun Hill
- 1958: Die schwarze Orchidee
- 1958: Hausboot
- 1958: Mein Leben ist der Rhythmus
- 1958: Reporter der Liebe
- 1958: Vertigo – Aus dem Reich der Toten
- 1959: Fünf Pennies
- 1959–1967: Bonanza (TV-Serie)
- 1960: Prinzessin Olympia
- 1960: Aschenblödel
- 1960: Café Europa
- 1961: Alles in einer Nacht
- 1961: Der Besessene
- 1961: Der Bürotrottel
- 1961: Die unteren Zehntausend
- 1961: Frühstück bei Tiffany
- 1961: General Pfeifendeckel
- 1961: In angenehmer Gesellschaft
- 1961: Sommer und Rauch
- 1962: Verrat auf Befehl
- 1962: Der Mann, der Liberty Valance erschoß
- 1962: Die ins Gras beißen
- 1962: Flucht aus Zahrain
- 1962: Girls! Girls! Girls!
- 1962: Hatari!
- 1962: Meine Geisha
- 1963: Acapulco
- 1963: Ach Liebling … nicht hier!
- 1963: Der Ladenhüter
- 1963: Der verrückte Professor
- 1963: Der Wildeste unter Tausend
- 1963: Die Hafenkneipe von Tahiti
- 1963: Eine neue Art von Liebe
- 1963: MacLintock
- 1963: Verliebt in einen Fremden
- 1963: Wenn mein Schlafzimmer sprechen könnte
- 1964: Der Tölpel vom Dienst
- 1964: König der heißen Rhythmen
- 1964: Wohin die Liebe führt
- 1964–1966: Geächtet (Fernsehserie)
- 1965: … denn keiner ist ohne Schuld
- 1965: Boeing-Boeing
- 1965: Das Familienjuwel
- 1965: Der Spion, der aus der Kälte kam
- 1965: Die vier Söhne der Katie Elder
- 1965: Rote Linie 7000
- 1965: Stimme am Telefon
- 1966: El Dorado
- 1966: Nevada Smith
- 1966: Südsee-Paradies
- 1967: Barfuß im Park
- 1967: Die Wegelagerer
- 1967: Seemann, ahoi!
- 1968: Der Verwegene
- 1968: Bizarre Morde (No Way to Treat a Lady)
- 1968: Ein seltsames Paar
- 1968: Inferno am Fluß